# Pallium (anatomie)
Pour les articles homonymes, voir Pallium.
En neuroanatomie, le pallium fait référence aux couches de matière grise et blanche qui recouvrent la surface supérieure du cerveau chez les vertébrés.

## Définition
La partie non palléale du télencéphale forme le sous-pallium. Chez les vertébrés basaux, le pallium est une structure à trois couches relativement simple, englobant 3 à 4 domaines histogénétiquement distincts, plus le bulbe olfactif.
On pensait autrefois que le pallium équivalait au cortex et que le sous-pallium équivalait aux noyaux télencéphaliques, mais il s'est avéré, selon des preuves comparatives fournies par des marqueurs moléculaires, que le pallium développe à la fois des structures corticales (allocortex et isocortex) et des noyaux palléaux (complexe claustroamygdaloïde), tandis que le sous-pallium développe des noyaux striataux, pallidaux, innominés en diagonale et préoptiques, ainsi que la structure corticoïde du tubercule olfactif.

Chez les mammifères, la partie corticale du pallium enregistre une augmentation évolutive définie de la complexité, formant le cortex cérébral, dont la plupart se composent d'un isocortex à six couches progressivement élargi, avec des régions corticales à trois couches plus simples, allocortex aux marges. L'allocortex se subdivise en allocortex hippocampique, médialement, et allocortex olfactif, latéralement (y compris rostralement le bulbe olfactif et les zones olfactives antérieures).

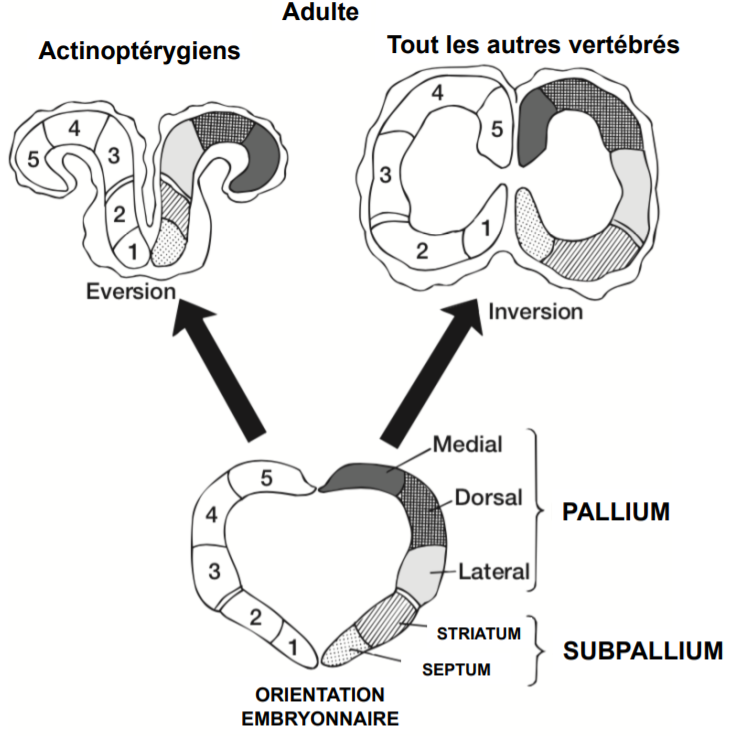

Lors de l'embryogénèse, les Actinoptérygiens voient leur Pallium réaliser une éversion, et les autres vertébrés une inversion (cf figure ci-contre). Les Cyclostomes n'ont pas de Sub Pallium et un Pallium partiel.
Chez les oiseaux, le pallium est l'équivalent du cortex cérébral humain. De manière analogue, il est impliqué dans la mémoire, l'apprentissage, le raisonnement et la résolution de problèmes.
Ce mot est également utilisé pour désigner la partie du manteau de mollusques comme la patelle commune qui sécrète la coquille.